# イスチグアラスティア
イスチグアラスティア（Ischigualastia）は、中生代三畳紀後期のアルゼンチンに生息していた草食の単弓類である。名前はイスキグアラスト/タランパヤ自然公園群で発見されたことにちなむ。

## 概要
非常に大型のディキノドン類で後に出現するプラケリアス(体長3.5m・体重1t超)より大きかったとされる。短く高い頭蓋骨と牙を欠くことに特徴がある。
スカフォニクスやエクサエレトドン等の中型動物ほど個体数は多くなかったが、ローラシア大陸の動物相の主要構成員の一つだった。天敵はサウロスクスなど大型の偽鰐類だったと考えられ、それら捕食者の出現に押されるようにしてイスチグアラスティアは絶滅した。替わってより小型のプラケリアスが繁栄する。
ディキノドン類の衰退/絶滅には、こうした捕食動物による淘汰圧が原因の一つともされている
|  |  |